# Akademia Nauk Stosowanych Wincentego Pola w Lublinie
Akademia Nauk Stosowanych Wincentego Pola w Lublinie dawniej: Wyższa Szkoła Społeczno-Przyrodnicza im. Wincentego Pola w Lublinie (ang. Vincent Pol University in Lublin) – niepubliczna uczelnia w Lublinie działająca w oparciu o decyzję Ministra Edukacji Narodowej z dnia 12 lipca 2000 r. (DNS-1-0145-396-/Eko/2000), zezwalającą na rozpoczęcie działalności. Uczelnia zarejestrowana jest w Rejestrze Ministra Edukacji i Nauki pod nr 186. Kształcenia odbywa się w systemie stacjonarnym i niestacjonarnym, na studiach magisterskich, licencjackich i podyplomowych. Uczelnia organizuje również kursy języka migowego oraz kursy pilotów wycieczek. Nowoczesny budynek szkoły znajduje się w dzielnicy Czechów. Budynek został oddany do użytku w 1999 roku, a jego właścicielem jest założyciel uczelni – Ośrodek Usług Edukacyjnych. Uczelnia jest członkiem Unii Akademickiej.
Na podstawie decyzji Ministra Edukacji i Nauki z dnia 20.10.2021 uczelnia uzyskała status akademii nauk stosowanych.

## Charakterystyka
Uczelnia posiada wykwalifikowaną kadrę dydaktyczną. Szkoła dysponuje aulą gromadzącą 200 osób, gabinetami fizykoterapii, kinezyterapii, kosmetyki, biomechaniki, masażu, laboratorium chemicznym, pracowniami turystyki, hotelarstwa, gastronomii, geografii i informatyki. Na terenie uczelni znajdują się sale rekreacyjne (siłownia, sale do aerobiku i ćwiczeń na trenażerach oraz sale ćwiczeń ruchowych ogólnorozwojowych). Studenci WSSP im. W. Pola mają również możliwość korzystania z krytego basenu oraz hali do gier sportowych. Ponadto uczelnia posiada sieć komputerową opartą na najnowocześniejszych systemach. Dostęp do Internetu zapewniają dwa symetryczne łącza światłowodowe, a w budynku szkoły jest ogólnodostępny hot-spot. Część pomieszczeń posiada klimatyzację i monitoring. Od 2010 dla mieszkańców i studentów fizjoterapii uruchomione zostało nowocześnie wyposażone Akademickie Centrum Fizjoterapii. Studenci mogą korzystać z zasobów biblioteki (ok. 20 000 woluminów). Do udogodnień należy również obszerny parking. Szkoła posiada dogodny dojazd środkami komunikacji miejskiej, jak i samochodami osobowymi. Uczelnia posiada również dostęp do położonego na terenie Wrzelowieckiego Parku Krajobrazowego ośrodka wypoczynkowo-szkoleniowego w Piotrawinie, oddalonego 15 km od Kazimierza Dolnego. Uczelnia posiada również własne wydawnictwo.

## Władze
- Rektor: prof. dr hab. Witold Kłaczewski
- Prezydent – Założyciel: doc. Henryk Stefanek
  - Wiceprezydent: dr Mateusz Stefanek
  - Wiceprezydent: mgr Dorota Stefanek-Langham
- Dziekan Wydziału Nauk o Zdrowiu: dr n. med. Marian Przylepa, prof. WSSP
  - Prodziekan – dr n. biol. Małgorzata Gorzel
  - Prodziekan – dr n. o zdr. Daria Majewska
  - Prodziekan – dr n. o zdr. Klaudia Jakubowska
- Dziekan Wydziału Nauk Społecznych: dr Mateusz Stefanek
  - Prodziekan – dr hab. Mariusz Korczyński, prof. WSSP
  - Prodziekan – dr Sławomir Kula

## Wydziały i kierunki kształcenia
Obecnie (r. akad. 2021/2022) Uczelnia prowadzi kształcenie na następujących kierunkach pierwszego i drugiego stopnia, w języku polskim i angielskim oraz na studiach podyplomowych
- Wydział Nauk o Zdrowiu
  - Fizjoterapia jednolite studia magisterskie
  - Kosmetologia studia I i II stopnia
  - Pielęgniarstwo studia I i II stopnia
  - Położnictwo studia I stopnia
- Wydział Nauk Społecznych
  - Filologia angielska studia I stopnia
  - Ekonomia studia I stopnia
  - Turystyka i Rekreacja studia I i II stopnia
  - Wychowanie fizyczne

studia I stopnia
Uczelnia daje możliwość również podjęcia studia podyplomowych na niemalże 100 kierunkach studiów.

## Partnerzy uczelni
- Białoruski Państwowy Uniwersytet Kultury Fizycznej w Mińsku
- College of Tourism and Hotel Management w Nikozji
- Escola Superior de Educacao w Lizbonie
- Fakulteta za Komercialne in Poslovne Vede
- Information Systems Management Institute w Rydze
- Intercollege w Limassol
- Katolicki Uniwersytet Lubelski
- Państwowa Medyczna Wyższa Szkoła w Równem
- Politechnika Lubelska
- Rówieński Instytut Słowianoznawstwa w Równem
- Universidad de Jaén
- Universidade do Algarve
- Universitatea „Dunarea de Jos” Din Galați
- Universite Nancy
- University Collage of Economics and Culture
- Uniwersytet Le Mirail w Tuluzie
- Uniwersytet Marii Curie-Skłodowskiej w Lublinie
- Uniwersytet Miskolci Egyetem
- Uniwersytet Przyrodniczy w Lublinie
- Uniwersytet Urbana w Ohio
- Uniwersytet w Niszu
- Wyższa Szkoła Gospodarki w Bydgoszczy
- Wyższa Szkoła Turystyki i Rekreacji im. M. Orłowicza w Warszawie
- Yeditepe University w Stambule

## Organizacje studenckie
- Klub Uczelniany AZS WSSP
- Samorząd WSSP
- Klub Turystyki Aktywnej MOHORT
- Koło naukowe turystyki
- Akademickie biuro karier